# Lucas Grabeel
Lucas Stephen Grabeel és un actor estatunidenc nascut el 23 de novembre de 1984 a Springfield, Missouri, Estats Units. Els seus pares són Stephen Grabeel i Jean Grabeel i té una germana 2 anys més gran anomenada Autumn Grabeel.

## Biografia
Lucas Grabeel va néixer el 23 de novembre de 1984 fill de Stephen i Jean Grabeel en Springfield, Missouri sent dos anys menor que la seva germana Autumn. Abans d'atreure l'atenció en High School Musical com el germà de Sharpay (Ashley Tisdale), va treballar en Halloweentown High, altra pel·lícula de Disney. "El musical és el gènere més difícil i apassionant. Has de cantar, ballar i actuar al mateix temps" van ser les seves paraules en una entrevista per a Disney Channel.
L'escola va ser sempre important per a Lucas, va anar a escola primària i secundària de Logan-Rogersville (institut de Rogersville) i després a l'institut de Kickapoo en Springfield, Missouri. En l'escola era un presentador molt bo i va guanyar el 5è lloc en els campionats de discurs i de discussió de MSHSAA en 2003. Ell també va participar en totes les produccions de teatre de l'escola, estant en vuit diverses produccions de l'escola abans de graduar-se. A més també va estar implicat amb l'I.I.S. Troup en la seva àrea. Es va traslladar a Los Angeles el 2003 per a perseguir més lluny una carrera en el món de l'hospitalitat. No li va durar i (tres setmanes després) va començar a fer anuncis. Un dia un caça talents ho va descobrir mentre que ell estava parat en línia per a comprar un smoothie. En El 2004, ja havia tingut el seu primer paper de la televisió en Halloweentown High.

## A High School Musical

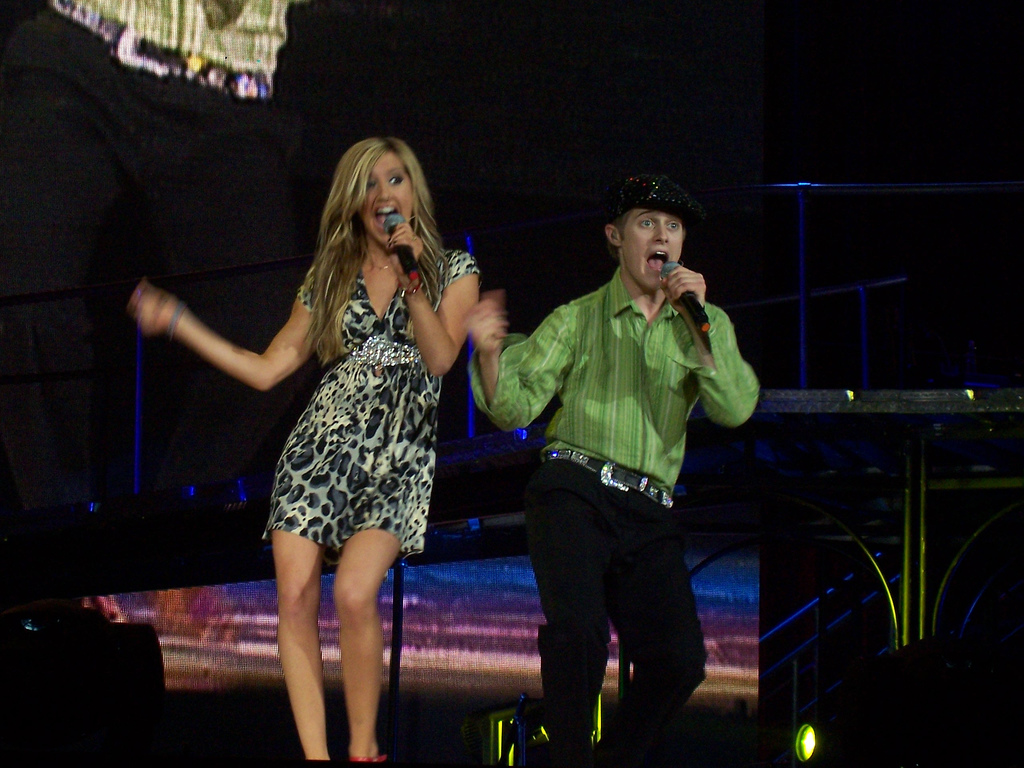
Ashley Tisdale i Lucas Grabeel en una actuació conjunta.

Però sens dubte va saltar a la fama amb el llançament de High School Musical de Disney que va incloure una banda sonora amb Drew Seeley (cantant que va interpretar les cançons de Troy Bolton), Corbin Bleu, Vanessa Hudgens i Ashley Tisdale.
Ryan és el germà bessó de Sharpay, la seva parella d'actuació i el més amable dels dos bessons. Ambdós han actuat en nombroses obres escolars junts. Ryan té un gust per les boines, ha usat 10 diferents en la pel·lícula (la primera la va repetir). Ell no és molt llest, ja que no va poder llegir molt bé "Visqui el club de teatre" en les samarretes dels basquetbolistes. En la pel·lícula demostra molta admiració i afecte per Sharpay, igual que ella sempre està bé vestit (al seu estil). És el copresident del club de teatre juntament amb el seu germana Sharpay.

## Infantesa
Lucas des de petit juntament amb la seva germana Atumn van demostrar una capacitat facilitat i passió pel cant i el ball, a la seva escola van estar en moltes obres teatrals.

## Filmografia
| Any       | Títol                           | Paper                        |
| --------- | ------------------------------- | ---------------------------- |
| 2008-2009 | High School Musical 3           | Ryan Evans                   |
| 2007-2008 | The adventures of a food boy    | Ezra                         |
| 2007      | High School Musical 2           | Ryan Evans                   |
| 2007      | Alice Upside Down               | Lester McKinley              |
| 2007      | Disney Channel Games 2007       | Ell mateix                   |
| 2006      | Disney Channel Games            | Ell mateix                   |
| 2006      | Smallville                      | Lex (Adolescent) (1 Episodi) |
| 2006      | Return to Halloweentown         | Ethan Dalloway               |
| 2006      | Til Death                       | Pete Pratt                   |
| 2005-2006 | Veronica Mars                   | Kelly Kuzzio                 |
| 2006      | High School Musical Dance-Along | Ell mateix                   |
| 2006      | High School Musical             | Ryan Evans                   |
| 2005      | Boston Legal                    | Jason Matheny                |
| 2005      | Dogg's Hamlet, Cahoot's Macbeth | Charlie/Gertrude/Ophelia     |
| 2004      | Halloweentown High              | Ethan Dalloway               |